# Live in Nashville, TN, 2001
Live in Nashville, TN, 2001 – album koncertowy King Crimson, wydany 20 marca 2002 roku nakładem Discipline Global Mobile jako CD. Stanowi część serii wydawniczej „The King Crimson Collectors’ Club” (nr 19).

## Historia albumu
Live in Nashville, TN, 2001 stał się pierwszym wydawnictwem King Crimson, wydanym równolegle z aktywną działalnością koncertową i nagraniową tego samego składu zespołu, który wówczas tworzyli: Adrian Belew (gitara/wokal), Robert Fripp (gitara), Trey Gunn (Warr guitar) i Pat Mastelotto (perkusja). Koncert w Nashville był jednym z serii trasy Level Five North America, która miała miejsce w listopadzie i grudniu 2001 roku. Typowy, 90-minutowy występ trasy został skrócony, aby zmieścić materiał na pojedynczej płycie CD. Zespół wykonał utwory ostatniego albumu, The ConstruKction of Light, przypomniał dawniejsze: „Red”, „Elephant Talk” i „Thela Hun Ginjeet” oraz zaprezentował te, które miały znaleźć się na przyszłym albumie, The Power to Believe: „Level Five” i „Dangerous Curves”. Nagranie koncertu zarejestrowano bezpośrednio ze stołu mikserskiego na DAT.

## Lista utworów
Lista i informacje według Discogs:
| 1.  | Dangerous Curves                 | 4:52    |
|     |                                  |         |
| 2.  | Level Five                       | 7:50    |
|     |                                  |         |
| 3.  | The ConstruKction Of Light       | 8:48    |
|     |                                  |         |
| 4.  | ProzaKc Blues                    | 5:58    |
|     |                                  |         |
| 5.  | EleKtriK                         | 8:13    |
|     |                                  |         |
| 6.  | Thela Hun Ginjeet                | 5:46    |
|     |                                  |         |
| 7.  | Virtuous Circle                  | 7:04    |
|     |                                  |         |
| 8.  | Elephant Talk                    | 4:15    |
|     |                                  |         |
| 9.  | Larks' Tongues In Aspic: Part IV | 10:29   |
|     |                                  |         |
| 10. | The Deception Of The Thrush      | 8:10    |
|     |                                  |         |
| 11. | Red                              | 5:42    |
|     |                                  |         |
|     |                                  | 1:17:07 |
|     |                                  |         |
Nagrano w 328 Performance Hall, Nashville, TN, USA, 9 (utwory 3, 4, 5, 6, 10 i 11) i 10 (utwory 1, 2, 7, 8 i 9) listopada 2001 roku.

### Zespół
- Robert Fripp – gitara
- Adrian Belew – gitara, śpiew, teksty
- Trey Gunn – Warr guitar, adnotacje na okładce
- Pat Mastelotto – perkusja

### Personel techniczny
- Hugh O’Donnell – design
- Greg Dean – inżynier dźwięku
- Bill Munyon, Michael Wilson – zdjęcia
- David Singleton, Alex R Mundy – produkcja

## Odbiór

### Opinie krytyków
| Recenzje      | Recenzje |
| Publikacja    | Ocena    |
| ------------- | -------- |
| AllMusic      | [ 1 ]    |
| Prog Archives | 4.15/5.0 |
| Teraz Rock    | [ 3 ]    |

Lindsay Planer z AllMusic ocenił, że „faktycznie, jest to świetne świadectwo zdumiewającej muzykalności i dyscypliny tego zespołu, aby być w stanie zrealizować tak wymagające przedsięwzięcie z taką łatwością”. Jako przykład podał takie utwory jak: „Red” i „Thela Hun Ginjeet”, a także premierowe wykonanie instrumentalnego „eleKtriK”.
Jordan Babula z magazynu Teraz Rock stwierdził, że są to „dobrze zrealizowane nagrania” z dwóch koncertów z 9 i 10 listopada 2001 roku. Jedynie wykonanie  „Red” uznał za „wyjątkowo toporne” kierując zastrzeżenia zwłaszcza w stronę Pata Mastelotto.